# Humidor

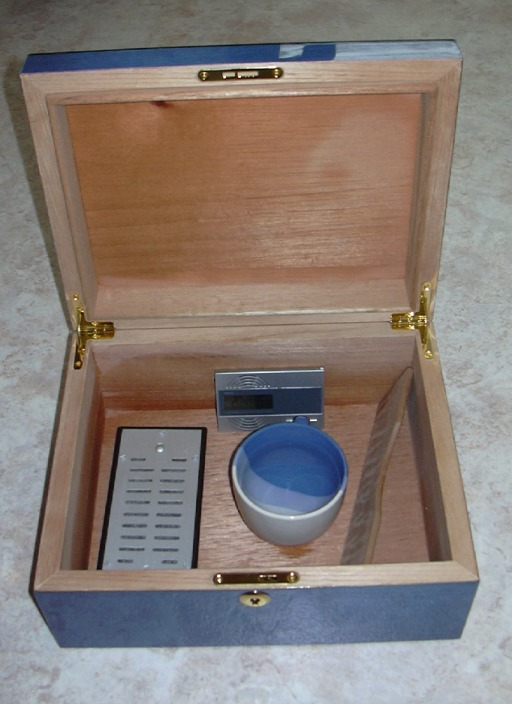
Humidor med fuktdosa och hygrometer.

En humidor är en förvaringsplats för cigarrer.
En humidor består av en trälåda, fuktare samt hygrometer.
En humidor bör hålla en relativ luftfuktighet på 65–74 %. Fuktigheten garanteras av en fuktare och avläses med en hygrometer.
Fuktaren i humidoren kan vara antingen svampbaserad (s.k. Credo-fuktare, från den dominerande franska tillverkaren) eller alternativt av polymerakryl. En svampbaserad fuktare skall förutom destillerat vatten användas med en propyleneglykol-lösning för bästa resultat utan bakterier eller mögel. Rekommenderat är dock ändå att alltid byta fuktare vart tredje år för att undvika bakterier eller mögel.
Blir den relativa fuktigheten för låg kan oljorna i tobaken till slut börja dunsta och smaken försämras. En torr cigarr är mycket skör. Cigarren brinner dessutom snabbare då dess egen fuktighet inte håller glöden i schack. Smaken påverkas av fuktighetsgraden; en för torr cigarrs smak blir skarpare och mer bitter.
Skulle fuktigheten däremot bli för hög kan cigarrerna spricka, ruttna eller mögla. En för fuktig cigarr brinner dessutom ojämnt och smaken kan upplevas sur.
Draget i cigarren blir lättare vid lägre relativ fuktighet, respektive hårdare drag vid högre luftfuktighet.
Man kan lagra cigarrer väldigt länge under korrekta förhållanden, d.v.s. vid den relativa fuktigheten 65–75%, vädring varannan vecka, allmän hygien, ev. rotation av cigarrerna, påfyllnad av fuktaren samt byte av densamma vart tredje år.
Humidorer tillverkas vanligtvis av något av dessa två träslag:
- Spanskt cederträ (vanligen importerat från Sydamerika).
- Honduransk mahogny.

Amerikanskt (eller kanadensiskt) rött cederträ.blandas ofta ihop med den spanska. De är inte ens släkt då spansk ceder är ett lövträd och den röda cedern är ett barrträd. 
Använd inte virke från barrträd då doften från kådan kan vara skadlig för cigarrerna.
Spanskt cederträ är idag det mest populära träslaget, det anses ha följande positiva egenskaper:
- Skyddar mot tobaksbaggar – genom cederträets speciella väldoftande egenskap.
- Har förmåga att absorbera en stor mängd fukt för att ge ett stabilt klimat i humidoren samt motverkar dessutom mögelangrepp.
- Främjar cigarrernas åldringsprocess.
- Positiv påverkan på cigarrernas smak.

Idealisk temperatur i en humidor anses vara mellan 18 och 21°C.
Humidorer finns både som små lådor för enstaka cigarrer upp till hela fuktighetsreglerade rum.